# N.A.T.I.O.N.
N.A.T.I.O.N. (a veces llamado como Nation) —en español: Nación— es el segundo álbum de la superbanda estadounidense Bad Wolves. El disco fue lanzado a través de Eleven Seven el 25 de octubre de 2019. Este álbum ha lanzado dos sencillos como "I'll Be There" y "Killing Me Slowly". Bad Wolves promocionará el álbum como un acto de apoyo en la gira principal con Five Finger Death Punch en la arena Fire from the Gods de noviembre de 2019. Es el último álbum que presenta al vocalista Tommy Vext, luego de su salida de la banda en enero de 2021.

## Lista de canciones
| N.º | Título                | Duración |  |
| 1.  | «I'll Be There»       | 4:02     |  |
| 2.  | «No Messiah»          | 4:20     |  |
| 3.  | «Learn to Walk Again» | 2:47     |  |
| 4.  | «Killing Me Slowly»   | 3:57     |  |
| 5.  | «Better Off This Way» | 3:22     |  |
| 6.  | «Foe or Friend»       | 3:26     |  |
| 7.  | «Sober»               | 3:15     |  |
| 8.  | «Back in the Days»    | 3:43     |  |
| 9.  | «The Consumerist»     | 3:29     |  |
| 10. | «Heaven So Heartless» | 3:35     |  |
| 11. | «Crying Game»         | 3:11     |  |
| 12. | «L.A. Song»           | 3:33     |  |

## Posicionamiento en lista
| Lista (2019)                    | Posiciones |
| ------------------------------- | ---------- |
| Australian Albums (ARIA)        | 46         |
| Alemania (Media Control Charts) | 60         |
| Reino Unido (UK Albums Chart)   | 88         |
| Estados Unidos (Billboard 200)  | 78         |

## Personal
Bad Wolves
- Tommy Vext - voz principal
- Doc Coyle - guitarra principal, coros
- Chris Cain - guitarra rítmica, coros
- Kyle Konkiel - bajo, coros
- John Boecklin - batería, percusión